# M777榴彈砲
M777榴彈砲（英語：M777 howitzer）是一種155公厘牽引炮，取代M198 榴彈砲成為美国海军陆战队和美国陆军的現役武裝，同時也獲得加拿大，澳大利亞，沙特阿拉伯与印度的地面部隊採用，並在阿富汗戰爭中首度投入戰場。
M777榴彈砲是由英國航太系統的全球戰鬥系統部門製造。主要產線位於英國巴羅因弗內斯，負責鈦合金結構與制退組件的生产與組裝。最終組裝與測試則位於英國航太系統在哈蒂斯堡 (密西西比州)的工廠。
2018年9月美軍成功試射M777榴彈砲的延伸射程型─M777ER，射程幾乎增加一倍，以持續美陸軍現代化目標的一環─追求長程精確火力。
與標準型的M777（39倍徑，代表砲管長為口徑的39倍）相比，M777ER進一步延長砲管達55倍徑，這代表發射室容積與膛線長度增加，再結合增加標準發射藥的藥包數量，即可達成射程延伸，最大射程可達70公里。
除火砲本身增程外，美軍同時也在研發新一代觀瞄系統、射擊追蹤雷達系統、先進彈藥等配備，但火砲全重僅增加不到1000磅（454公斤），仍可實際吊掛運輸等操作，保持M777系列最大優點─輕量化且適應所有地形。
M777ER除美國陸軍外，陸戰隊也對其保有濃厚興趣，負責研發的「研伸射程火砲砲兵」（ERCA）計畫小組將持續研發，並預定2020財年進行首次實戰測評。

## 設計
M777榴彈砲最初為維克斯造船與工程在英國巴羅因弗內斯的軍備部門所研發的超輕量野戰榴彈炮（英語：Ultralight-weight Field Howitzer）。維克斯造船與工程在1999年被英國航太系統合併，公司改名為英國航太系統皇家軍械防禦，原單位則在2004年編制成為英國航太系統陸地系統的一環。英國航太系統原先的合作夥伴是美國的聯合防務工業，然而英國航太系統在2005年將其併購，並透過其美國的英國航太系統陸地與軍備（英語：BAE Systems Land & Armaments）開始負責設計、製造與組裝的業務。因此M777榴彈砲約有70%的零件，包括炮管，是在美國瓦特弗利特兵工廠所製造。
M777榴彈砲總重不到4100公斤，使用M107榴彈射程達20公里以上，當使用彈底噴氣彈時射程同樣達30公里，與M198榴彈砲同級的射程，但體積較為小巧並輕上42%。減輕重量的關鍵要歸因砲架採用鈦合金等輕金屬兼顧重量與強度，卻也因此造價大增。相較於M198榴彈砲，M777榴彈砲輕巧的身軀更容易利直昇機（例如V-22魚鷹式傾轉旋翼機和CH-47直升機）或卡車搬運，迅速進出戰場，C-130可載運的M777榴彈砲也比M198榴彈砲多，節省了運輸成本與轉移時間。小巧的尺寸更有利於平時的收存與搬運。需要的操作人數，與前任的9人相較，M777榴彈砲只需要5個人便可以操作。
M777榴彈砲砲座整合類似M109A6的數位式火控系统，不只射擊管制，也可迅速完成火炮定位定向及目標方位，在海外佈署的環境可比過去的榴彈砲更快速完成射擊前準備。在加拿大，M777榴彈砲所配備的傳統式（鏡片與鐵件構成｝瞄具，同樣搭配數位式火控系统，由SELEX開發，並採用加拿大陸軍軟體工程中心（英語：Canadian Army Land Software Engineering Centre）建構的間接射控套裝軟體（英語：Indirect Fire Control Software Suite）。SELEX的部分作品，例如LINAPS，已在英國皇家砲兵的L118榴彈砲上，於實戰中得到驗證。
雖然不像歐洲國家的52倍徑榴彈砲具有超長射程，M777榴彈砲在兼顧後勤壓力下以其它的方式提升火力涵蓋能量，成果則是M982神劍導引炮彈。M982神劍導引炮彈整合了全球定位系统，可以更準確擊中40公里外的目標，彈著涵蓋面達5000平方公里，幾乎是原來一個砲班的兩倍。美軍曾在尤馬試驗場測試13組M982神劍導引炮彈，最遠於24公里外射擊，彈著誤差在10公尺以內，圓機率誤差約為5公尺。
駐地在加州彭德頓營的第11陸戰團二營G連曾在阿富汗赫爾曼德省使用M982神劍導引炮彈系統擊中36公里外的塔利班，創下M777榴彈砲最遠有效射擊紀錄。

## 衍生型
- M777：配備光學瞄具。
- M777A1：數位化升級，增加攜帶式電源、全球定位系统、惯性导航系统、无线电、火砲觸控顯示器Gun Display Unit及砲長射控組件Section Chief Assembly.
- M777A2：升級A1軟體，加入增強型可攜式砲兵感應引信設定器（英語：EPIAFS），以增加M982神劍導引炮彈與精確導引武器兼容性。
- M777ER：實驗性升級，Extended Range Cannon Artillery (ERCA)計劃，概念是從39倍徑砲管進行改裝，砲身增長到55倍徑，對整個系統重量加增少於454千克（1000磅）[1]，擴展射程範圍到30至70公里（19至43英里）。同時也針對砲栓、砲架進行相應的改良；先前砲兵單位最擔心的是改裝後的M777ER會過長、過重，導致無法拖曳機動，但在近期的「機動性」測試中，證明毫無問題。M777ER將有下列改善：新型的XM907砲管、自動裝彈機以及新型的XM1113新式火箭助推砲彈。

## 服役記錄
- 美国

位於北卡羅來納州-布拉格據點的陸軍第18野戰空降炮兵旅，是最早測試M777的部隊（其他測試部隊還包括321野戰砲兵團第一及第三營）。第11旅2營B連二排五組的第二槍炮組則是第一支於實戰中首度射擊M777A2的部隊(巴格達時間2008年1月2日08點23分)，11旅2營後來於2007年12月被配屬到位於夏威夷Schofield兵營第25步兵師第二旅戰鬥群。2007年6月，M777-A2正式編制到美國陸軍321野戰砲兵團三營，曾於2007年12月到阿富汗支援持久自由行動，並在2008年1月成為任務主力。2008年4月，M777被配發到位於阿拉斯加Fairbanks溫賴特據點（Fort Wainwright）的野戰砲兵第8旅2營進行測試。2008年7月20日，位於密西西比Shelby營28步兵師108野戰砲兵旅1營的賓夕法尼亞國民警衛隊，成為了第一支國民警衛隊的炮兵單位-108旅1營C連，並在戰場上射擊M777。
2008年，澳大利亞國防軍向美國提出國外軍購需求，以2億4千8百萬美元向美國購買57門M777A2。隨後又添購35門，配發給澳大利亞陸軍-澳洲皇家砲兵第1軍團與第4軍團，取代原有的155公厘M198榴彈炮與105公厘M119榴彈炮。M777A第一次運交開始於2010下半年，另外還有19門將直接向美國的生產線下單，供6個砲兵連使用。
- 加拿大

2005年12月，加拿大皇家第1砲兵團首先配屬了6門M777，這筆交易也是透過美加之間的國外軍購（Foreign Military Sales，FMS）合約，向美國海軍陸戰隊購買。
這些火炮先被送往阿富汗支援Operation Archer，然後在2006年初在Kandahar附近執行作戰任務。年中，在Panjwaii戰爭的撤退行動中，曾對塔利班部隊射擊數發，便發揮了顯著效果。據報告，在激烈戰鬥中傷亡的72人，有許多是被(3門中的)2門火炮所殲滅。到了下半年，這些火炮裝備了數位式火炮管理系統(Digital Gun Management System, DGMS)，大大提升射擊準度，並作為加拿大與美國地面部隊的近距離火力支援。然而一直到2007年初，卻因為後勤彈藥量的限制使得發射量減少。由於M777的卓越表現，加拿大因此向BAE追加6門火炮。2009年5月，加拿大政府再度訂購25門M777，使得總量達到37門，並升級了數位式火砲管理系統，加強通信系統的整合性。
- 印度

印度陸軍同樣宣佈計劃以美金5億7百萬添購145門M777，但因請購作業於2010年才重啟，而延宕了原有的採購計畫。印度國防部最後在2016年11月批准以7億5千萬美元透過國外軍購合約(FMS)向美國政府購買145門M777。其中25门于2017年交付印度陆军，其余120门在印度生产。
- 沙烏地阿拉伯

2011年，沙烏地阿拉伯向美國訂購了36門M777A2，包括17136發高爆彈與2304發長程火箭輔助投射彈（Rocket Assisted Projectiles，RAPs）。
沙烏地阿拉伯還買了HMMWV載具用來拖運彈藥、人員與配備，可是並沒有購買神剑系統來導引他們的新式火炮。
- 乌克兰

2022年俄羅斯入侵烏克蘭期間，烏克蘭軍隊接收來自美國、加拿大及澳大利亞約200门以上M777榴彈炮及30萬發155mm炮彈。其中美国已军援108门，加拿大军援4门，澳大利亚军援6门。加拿大还提供了M982神劍導引炮彈。美国将在2022年10月继续援助16门。

## 圖片

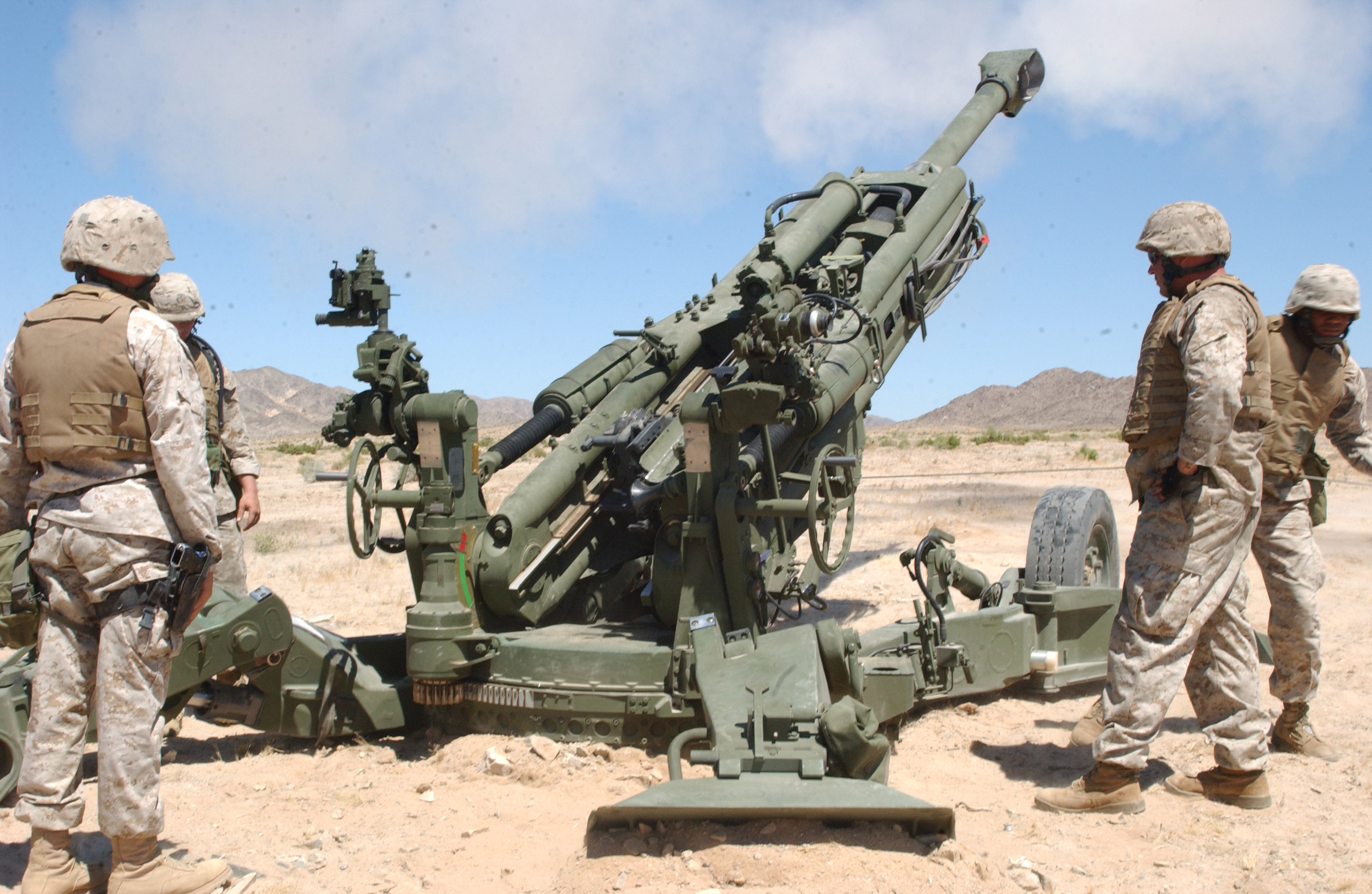
美國海軍陸戰隊砲兵在測試M777榴彈砲
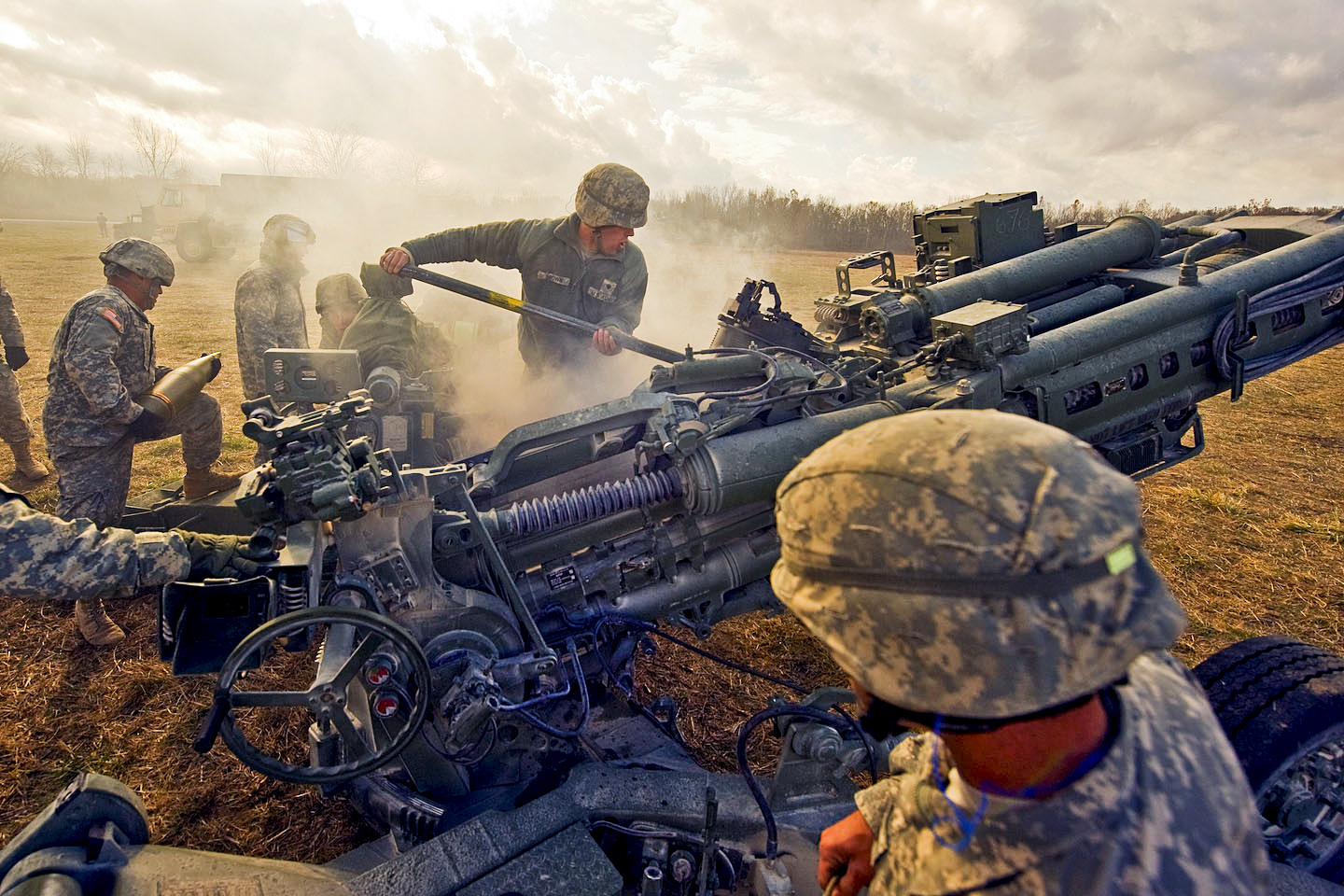
印第安納州美國陸軍國民警衛隊於阿特伯里營內的聯合調動訓練中心為M777榴彈砲裝填炮彈
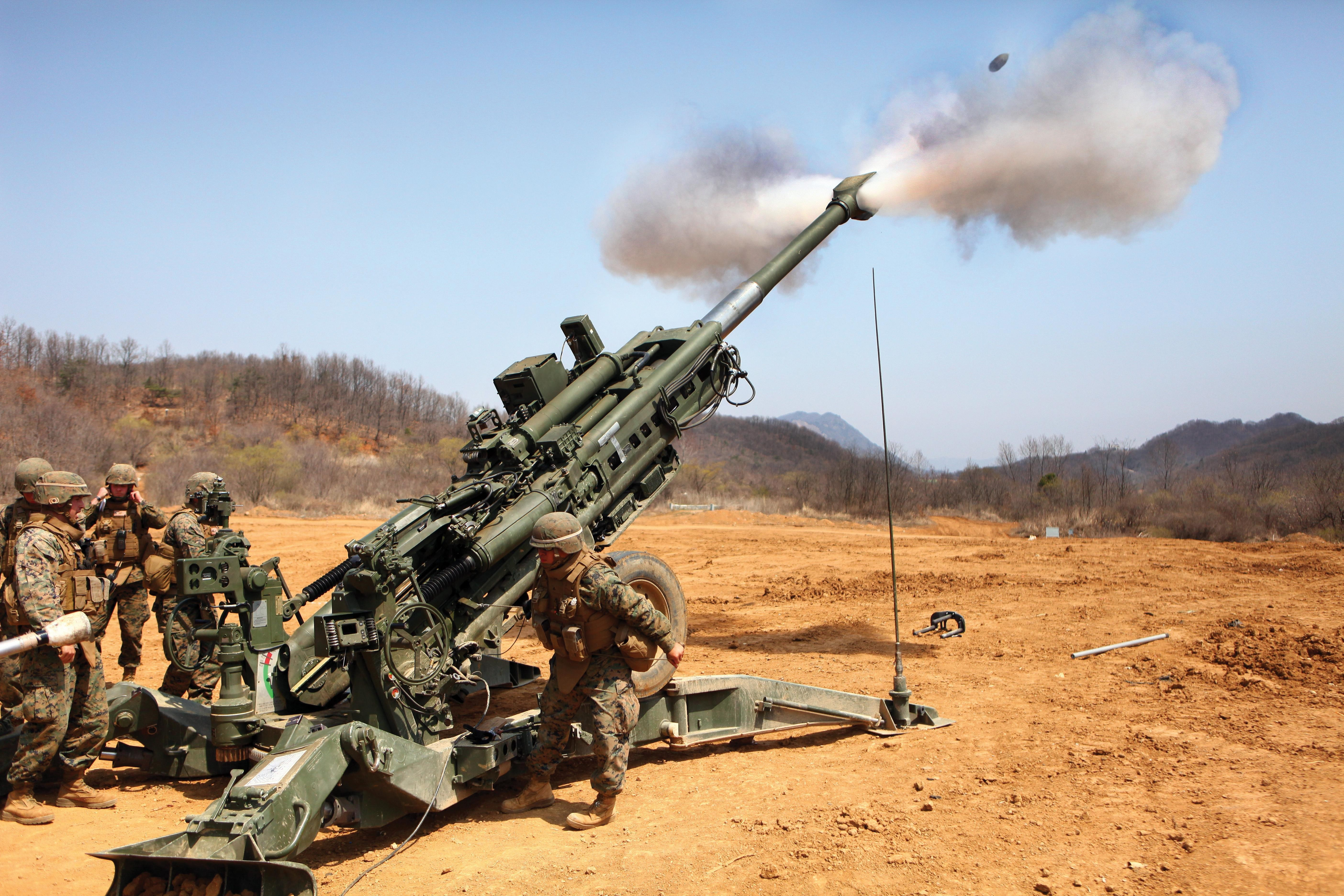
印第安納州美國陸軍國民警衛隊於阿特伯里營內的聯合調動訓練中心使用M777榴彈砲發射炮彈
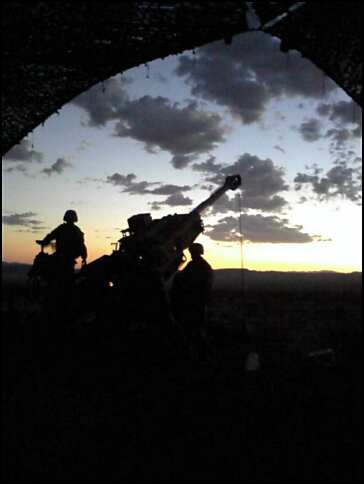
晨曦中的M777榴彈砲
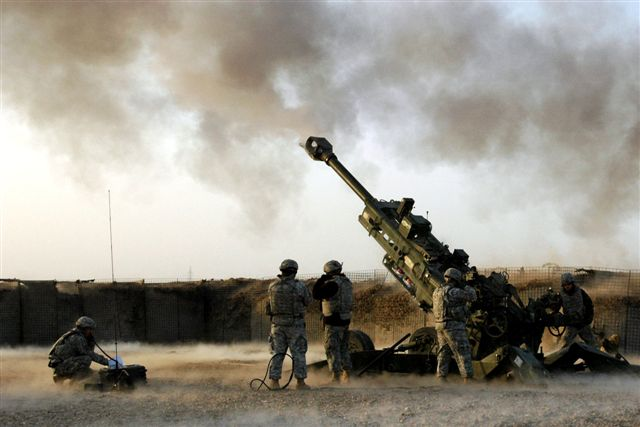
美國陸軍砲兵在校準M777 A2 B/2-11FA榴彈砲
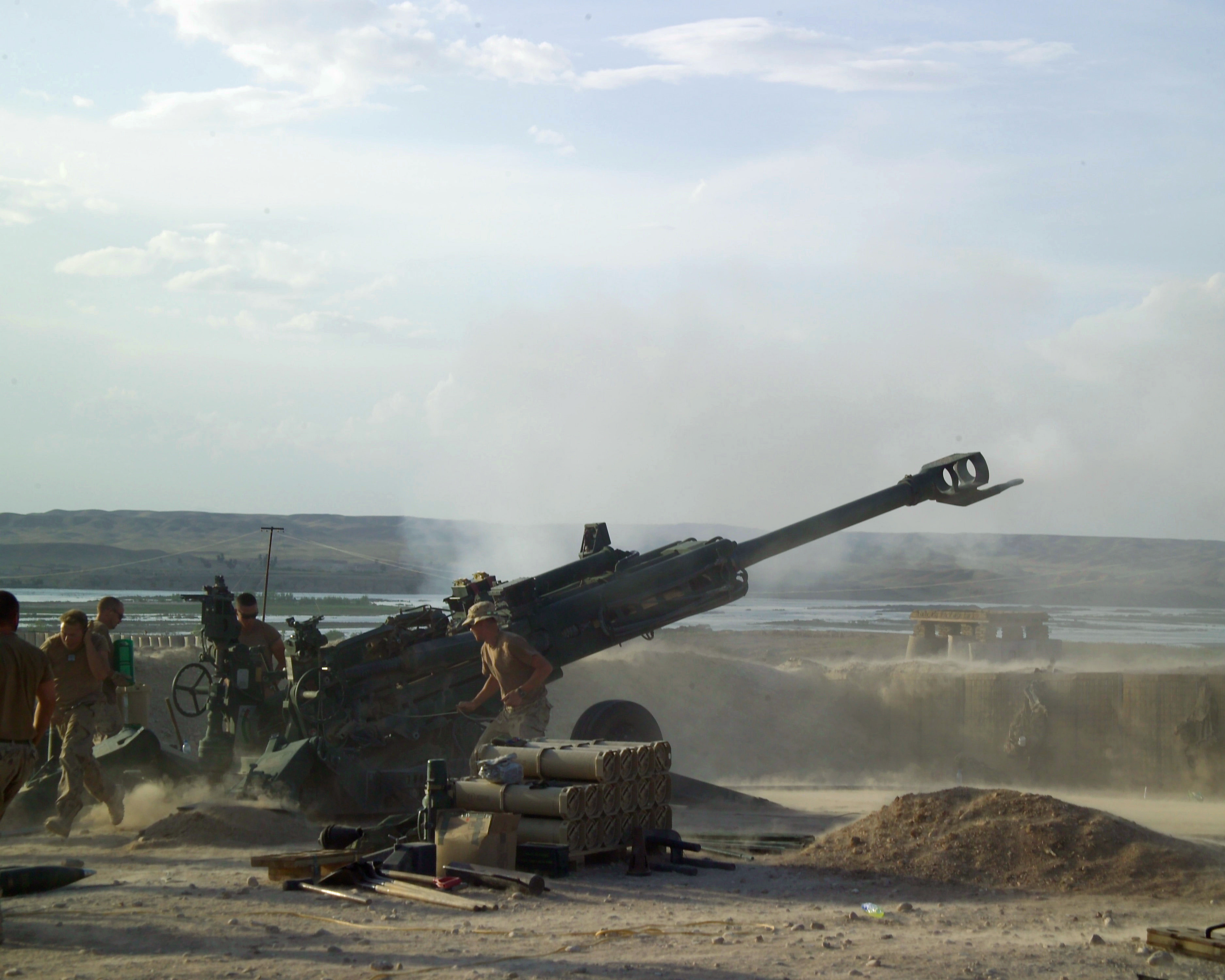
加拿大士兵在赫尔曼德省前沿作戰基地使用M777榴彈砲發射炮彈攻擊塔利班戰鬥陣地
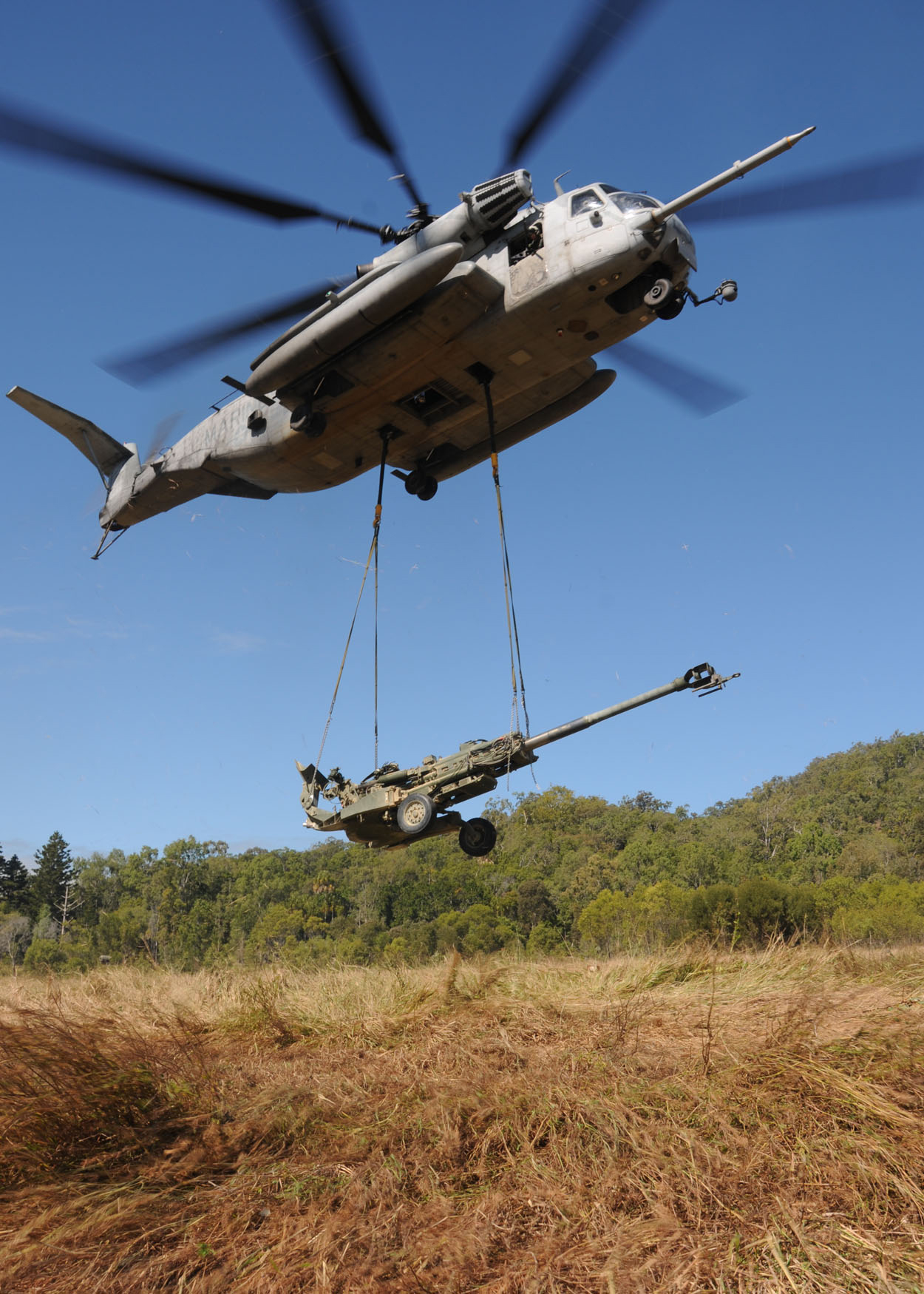
MH-53直升機吊掛起M777榴彈砲
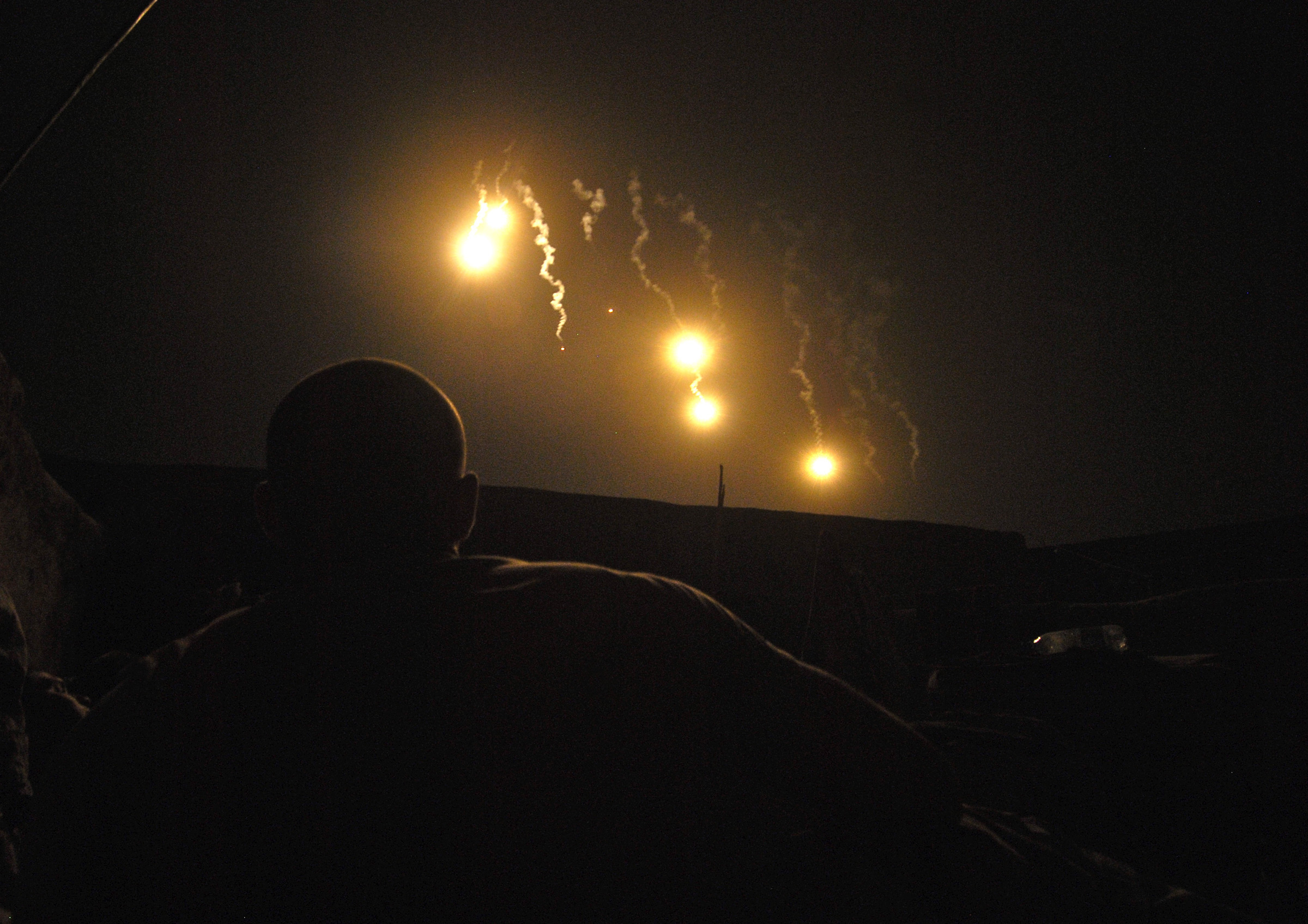
在阿富汗坎大哈省“Tora Arwa V”行動中M777榴彈砲發射照明彈
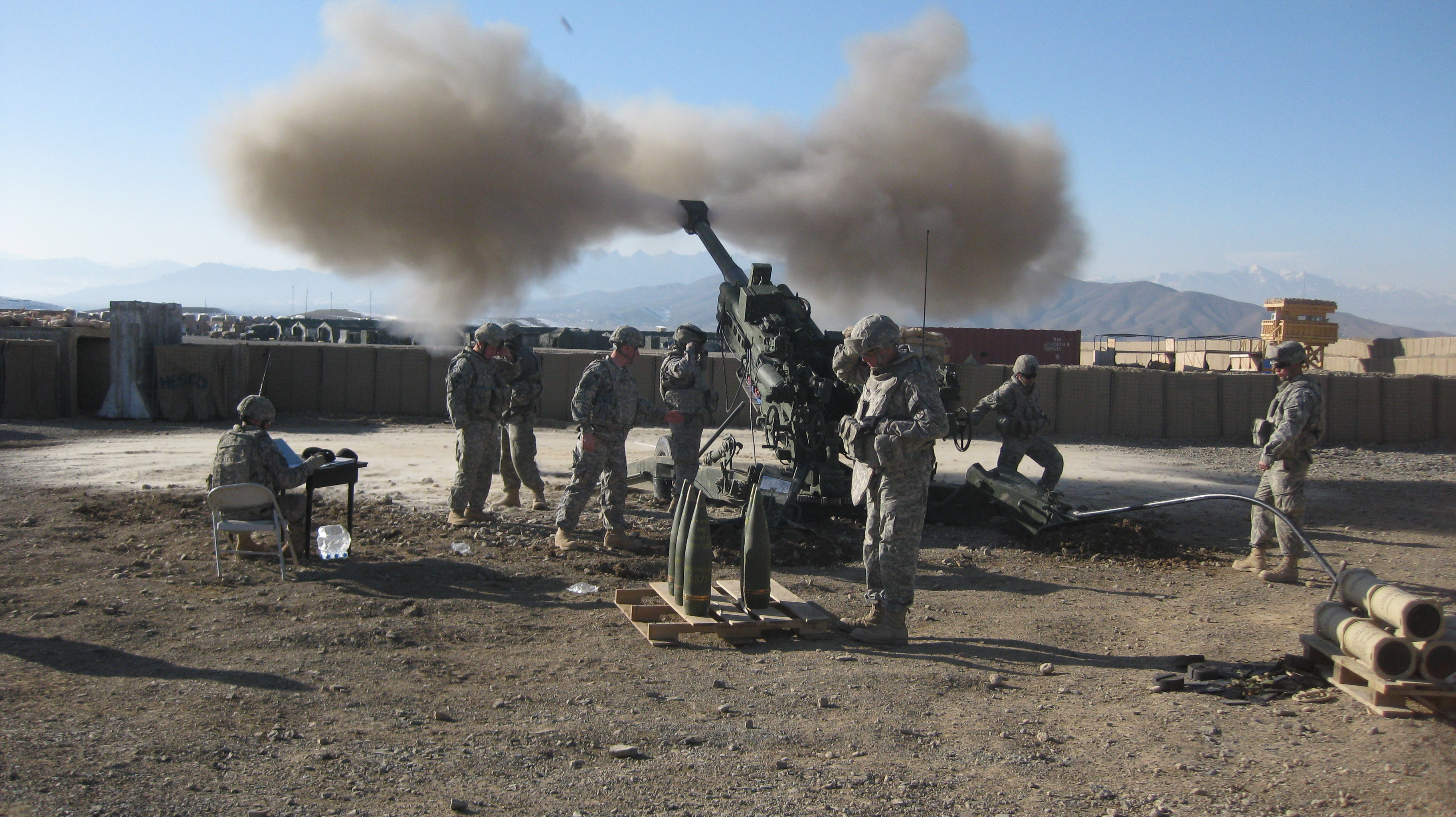
在阿富汗洛加尔省的M777榴彈砲發射炮彈攻擊塔利班戰鬥陣地